# Rocchetta Ligure
Rocchetta Ligure es una localidad y comune italiana de la provincia de Alessandria, región de Piamonte, con 224 habitantes.

## Evolución demográfica
| Gráfica de evolución demográfica de Rocchetta Ligure entre 1861 y 2001 |
|                                                                        |
| Fuente ISTAT - elaboración gráfica de Wikipedia                        |